# Mary Douglas
Dame Mary Douglas, DBE, FBA (Sanremo, 1921. március 25. – London, 2007. május 16.) egy brit antropológus volt, aki a humán kultúráról és a szimbolizmusról írt írásairól volt híres, és akinek a speciális területe a szociális antropológia volt. Émile Durkheim követőjeként és a strukturalista elemzés támogatójaként tartották számon. Erősen érdekelte az összehasonlító vallás.

## Élete
Margaret Mary Tew néven született San Remo-ban, Olaszországban, Gilbert és Phyllis Tew gyermekeként. Apja a brit gyarmati szolgálatnál dolgozott. Az anyja egy istenfélő római katolikus nő volt, ennek megfelelően Mary és Patricia húga is ebben a hitben nevelkedtek. Anyjuk halála után a két testvért az anyai nagyszülők nevelték, és a Roehampton-i Szent Szív Kolostorba járatták. Mary ezután a Szent Anna Főiskolára járt, Oxfordba, 1939-től 1943-ig, ahol nagy hatással volt rá E. E. Evans-Pritchard.
Mary a brit Colonial Office-ban dolgozott, ahol sok antropológussal találkozott. 1946-ban Douglas visszatért Oxfordba, hogy "átalakítsák" az antropológiát és hogy jelentkezzen a doktorira antropológiából 1949-ben. M. N. Srinivas-szal és E. E. Evans-Pritchard-dal tanult együtt. 1949-ben végezte a terepmunkáját a Lele emberekkel. Ez elvitte őt egy falusi életbe a Kasai River és a Loange River közti régióba, ahol a Lelék éltek, és ami előtte a Kubai Királyság volt. Végül egy polgárháború megakadályozta, hogy folytassa terepmunkáját, de mindazonáltal ez vezetett Douglas első publikációjához, The Lele of the Kasai, ami 1963-ban publikálódott.
az 1950-es évek elején befejezte a doktorátusát és hozzáment James Douglas-hez. Mint Mary, James is katolikus volt és egy gyarmati családban született (Simlában, amíg az apja az indiai hadseregnél szolgált). Három gyermekük volt. Mary a londoni University College-n tanított, ahol mintegy 25 évet töltött el, közben a szociális antropológia professzorává vált.
A hírnevet számára a leghíresebb könyve hozta meg, a Purity and Danger (1966).
Megírta a The World of Goods című könyvet (1978) egy ekonometrikussal, Baron Isherwood-dal, ami egy úttörő munka volt a gazdasági antropológiában.
Tizenegy évig tanított és írt az Egyesült Államokban. Olyan témákban publikált, mint a kockázatelemzés és a környezet, a fogyasztás és a jóléti közgazdaságtan, az étel és szertartás, egyre inkább az antropológiai körökön kívül. Négy év után (1977–81), mint a kulturális tanulmányok alapkutató professzora a Russell Sage Foundation New York-ban, a Northwestern Egyetemre költözött, mint a humán tudományok professzora, azzal a megbízással, hogy összekösse a teológia és az antropológia tudományait, és három évet töltött el a Princeton Egyetemen. Tiszteletbeli doktori címet kapott a Bölcsészettudományi Kartól az Uppsala Egyetemen, Svédországban (1986). 1988-ban visszatért Angliába ahol a Gifford előadásokat tartotta 1989-ben.
1989-ben a brit akadémia tagja lett. A Brit Birodalmi rend parancsnokává vált (CBE) 1992-ben, és kinevezték a Brit Birodalmi rend hölgy parancsnokává (DBE) a királynő újévi kitüntetéseinek listáján 2006. december 30-án. Mary 2007. május 16-án halt meg Londonban egy rákos megbetegedés következtében, s túlélte három gyermekét. A férje 2004-ben halt meg.

## Hozzájárulása az antropológiához
Douglas Purity and Danger (Tisztaság és Veszély) című könyve, amelyet először 1966-ban publikáltak, egy analízis a rituális erkölcsösség koncepciójáról különböző társadalmakban és időben, és kulcsszövegként ismert a szociális antropológiában.
A Természetes Szimbólumok-ban (első publikáció 1970), Douglas bevezette a csoport (az egyén társadalmi pozíciója milyen egyértelműen definiált, mint egy korlátozott társadalmi csoporton belül vagy kívül) és rács (milyen egyértelműen definiált az egyén társadalmi szerepe a társadalmi kiváltságok, követelések és kötelezettségek hálózatain belül) egymással összefüggő fogalmait. A csoport-rács mintát kellett finomítani és átcsoportosítani a kulturális elmélet alapjaira.
Mary Douglas a Leiviticus című könyv értelmezéséről is ismert, és a kockázat kulturális elméletének megalkotásában vállalt szerepéről.

## Művei
- Peoples of the Lake Nyasa Region (1950) as Mary Tew
- The Lele of the Kasai (1963)
- Purity and Danger: An Analysis of Concepts of Pollution and Taboo (1966)
- "Pollution", in International Encyclopedia of the Social Sciences, edited by David L. Sills and Robert K. Merton (New York, Macmillan Co. and the Free Press, 1968).
- Natural Symbols: Explorations in Cosmology (1970)
- Rules and Meanings. The Anthropology of Everyday Knowledge: Selected Readings, edited by Mary Douglas (Penguin Books, 1973).
- Implicit Meanings: Essays in Anthropology (1975). The essay "Jokes" was reprinted in Rethinking Popular Culture: Contemporary Perspectives in Cultural Studies, edited by Chandra Mukerji and Michael Schudson (1991), 291–310.
- The World of Goods (1979) with Baron Isherwood
- Evans-Pritchard (Fontana Modern Masters, 1980)
- Risk and Culture (1980) with Aaron Wildavsky
- In the Active Voice (1982)
- How Institutions Think (1986)
- Constructive Drinking: Perspectives on Drink from Anthropology, edited by Mary Douglas (1987)
- Missing persons: a critique of the social sciences (1988) with Steven Ney
- Risk and Blame: Essays in Cultural Theory (London: Routledge, 1992).
- In the Wilderness: The Doctrine of Defilement in the Book of Numbers (1993)
- Thought styles: Critical essays on good taste (1996)
- Leviticus as Literature (1999)
- Jacob's Tears: The Priestly Work of Reconciliation (2004)
- Thinking in Circles (2007)

### Magyarul
- Rejtett jelentések. Antropológiai tanulmányok; ford. Berényi Gábor; Osiris, Budapest, 2003 (Osiris könyvtár. Antropológia, néprajz)

## Lásd még
- Kockázat megítélés
- A kockázat kulturális elmélete
- Szent fertőzés

## Külső linkek
- Mary Douglas Papers, 1948–1985, Northwestern University Archives, Evanston, Illinois
- Sketch from Univ of Pennsylvania as Honorary degree recipient in 2000
- Mary Douglas a Nemzeti Portré Galériában.
- Bibliography
- Obituary a The Guardian-ban
- Obituary Archiválva 2008. július 24-i dátummal a Wayback Machine-ben a The Times-ban
- Obituary a The Daily Telegraph-ban, 2007. május 22.
- New York Times obituary
- The Star Obituary
- Commonweal Anthropology with a Difference
- Mary Douglas interviewed by Alan Macfarlane Archiválva 2021. március 9-i dátummal a Wayback Machine-ben, 2006. február 26 (film).
- A web site exploring the continuing legacy of Mary Douglas, especially with reference to her Grid-Group typology.
- Mary Douglas at "Pioneers of Qualitative Research" from the Economic and Social Data Service
- Deciphering a meal – honouring Mary Douglas